# Japanische Badmintonmeisterschaft 1998
Die Japanische Badmintonmeisterschaft 1998 fand vom 4. bis zum 9. November 1998 in Tokio statt. Es war die 52. Austragung der nationalen Titelkämpfe im Badminton in Japan.

## Medaillengewinner
| Disziplin    | Gold                           | Silber                        | Bronze                         |
| ------------ | ------------------------------ | ----------------------------- | ------------------------------ |
| Herreneinzel | Keita Masuda                   | Fumihiko Machida              | Keishi Kawaguchi               |
| Herreneinzel | Keita Masuda                   | Fumihiko Machida              | Hideki Yamada                  |
| Dameneinzel  | Miho Tanaka                    | Yasuko Mizui                  | Kaori Mori                     |
| Dameneinzel  | Miho Tanaka                    | Yasuko Mizui                  | Mika Anjo                      |
| Herrendoppel | Keita Masuda Tadashi Ohtsuka   | Shinji Ōta Takuya Takehana    | Yuzo Kubota Takuya Katayama    |
| Herrendoppel | Keita Masuda Tadashi Ohtsuka   | Shinji Ōta Takuya Takehana    | Norio Imai Hiroshi Ōyama       |
| Damendoppel  | Haruko Matsuda Yoshiko Iwata   | Kanako Yonekura Chihiro Ōsaka | Takae Masumo Chikako Nakayama  |
| Damendoppel  | Haruko Matsuda Yoshiko Iwata   | Kanako Yonekura Chihiro Ōsaka | Machiko Yoneya Emi Seki        |
| Mixed        | Fumitake Shimizu Fujimi Tamura | Koji Miya Yoshiko Tago        | Tatsuya Hirai Izumi Kida       |
| Mixed        | Fumitake Shimizu Fujimi Tamura | Koji Miya Yoshiko Tago        | Kōichi Kontani Mayumi Watanabe |